# Gildo Vilanculos
Gildo Lourenço Vilanculos, noto semplicemente come Gildo (Beira, 31 gennaio 1995), è un calciatore mozambicano, attaccante dell'Académica e della nazionale mozambicana.

## Carriera

### Club
Ha giocato nella prima divisione mozambicana ed in quella portoghese.

### Nazionale
Nel 2024 è stato convocato per la Coppa d'Africa.

## Palmarès

### Club

#### Competizioni nazionali
- Coppa del Mozambico: 1

Ferroviário Beira: 2015